# Kasuistik (teologi)

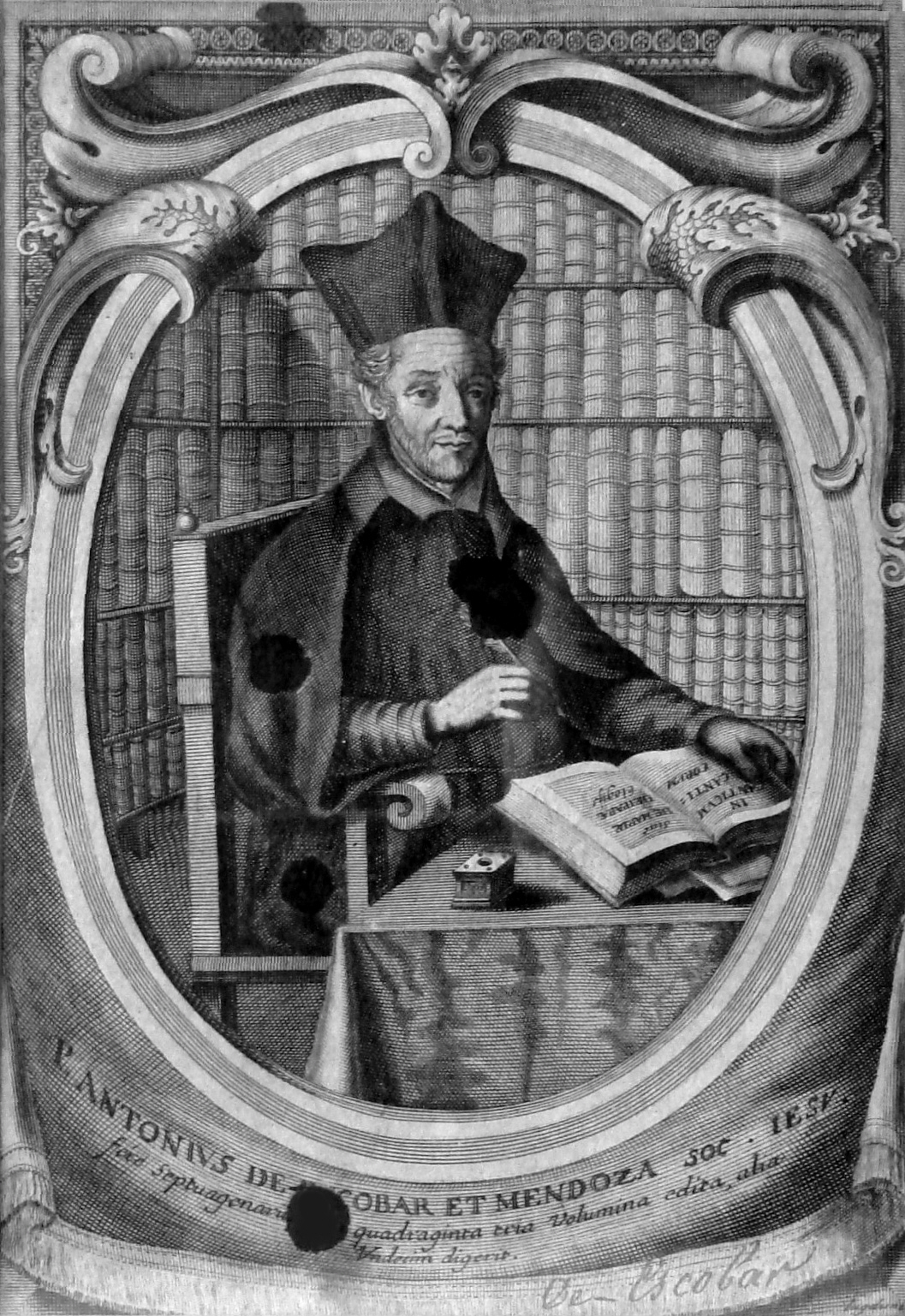
Antonio Escobar y Mendoza författade Summula casuum conscientiae (1627).

Kasuistik syftar på en etisk framställning som vill befria från individuellt, självständigt avgörande i samvetsfrågor. Istället uppställs avgörande i samvetsfrågor genom att upprätta auktoritativa handlingsregler för alla tänkbara fall. En utvecklad kasuistik finns hos de judiska rabbinerna och når sin höjdpunkt i Talmud. Även om kasuistiken främst är av judiskt ursprung, märks inom Romersk-katolska kyrkan en tydlig kasuistisk påverkan. Alfonso dei Liguoris Teologia moralis ses som ett av kasuistikens främsta arbeten.
Reformationen bröt med kasuistiken i det att den tydligt hänvisar till människans personliga moraliska ställningstagande. Inom evangelisk-luthersk teologi grundlades en ny form av kasuistik (casus conscientiae) genom Friedrich Balduin, teologiprofessor vid Martin-Luther-Universität Halle-Wittenberg. Hans stora arbete om casus conscientiae utkom i flera upplagor under 1600-talet.